# Montesa 360 H6
Lançada em 1982 pela Montesa e montada no Paraná pela Ibramoto, a Montesa 360 H6 foi uma opção de moto trail no mercado brasileiro, embora tenha permanecido pouco tempo em catálogo. Seus 349cc3 permitem um comportamento agressivo, próprio para motociclistas altos, além de experientes em Trail. Tanto sua suspensão dianteira quanto a traseira funcionam com ar sobre pressão. Além disso pode-se regular os garfos dianteiros da Montesa 360 H6 de acordo com a altura do piloto. O motor tem um projeto muito semelhante aos de competição.
Pilotá-la no asfalto a 120 km/h é uma tarefa árdua. A Montesa se torna muito instável (devido aos pneus de uso misto), além da enorme altura que traz consequências aerodinâmicas em alta velocidade, dos pneus "biscoito" para cross e todo um projeto espanhol voltado para o fora-de-estrada. A Montesa brasileira ainda se tornou mais imprópria para o asfalto que sua corresponde espanhola: o sistema elétrico é precário quanto à iluminação (inclusive sem piscas direcionais), há falta de espelhos retrovisores e a empresa paranaense ainda dispensou a luz de freio, apesar de manter o interruptor original acoplado ao pedal do freio traseiro. Falta a lanterna traseira que permita o uso de uma lâmpada de dois pólos, para que, assim, a luz de freio, obrigatória por lei, volta a funcionar.
Porém, no enduro estas falhas podem ser consideradas até como características. Seu meio-ambiente é feito de trilhas, terrenos acidentados, lama e barrancos, e o asfalto pode ser mera ligação entra a casa do motociclista e a "terra" mais próxima". Mesmo assim, na época a Ibramoto oferecia uma linha de acessórios opcionais para tornar a 360 H6 mais adequada para o trânsito convencional. Equipada com pedaleiras de borracha (em lugar dos modelos dentados), com pneus trail substituindo os cross e vários acessórios necessários para uso em trânsito convencional, a certamente a Montesa H6 se tornaria mais confortável. Porém, estes equipamentos - como as pedaleiras e os pneus -  atrapalhariam a pilotagem fora-de-estrada, numa motocicleta com um rendimento todo-o-terreno que pode ser classificado como ótimo, mesmo comparado com outras motos importadas da época.
A adequação desta Montesa aos vários esportes em terreno acidentado - trail, trial, enduro e até motocross - não é casual. Seus recursos básicos - motor, câmbio, suspensão, freios e estrutura - foram cuidadosamente estudados e executados pela fábrica espanhola, especializada neste tipo de motocicleta.

## Mecânica de pista
O motor 2 Tempos e 349,6cc3 não tem ousadias técnicas em termos de equipamentos revolucionários. Seu projeto é tradicional com resultados brilhantes em termos de rendimento, com mais de 40cv (a potência oficial não foi divulgada). Sua capacidade de aceleração é violenta, mesmo para uma média cilindrada. Os 8,5 segundos que a Montesa 360 H6 gastou para chegar a 100 km/h não conseguem dizer toda a verdade: a facilidade com que a roda dianteira "sai do chão", principalmente durante a aceleração em 1ª e 2ª marchas, impede que toda a capacidade desse motor "subir de giros" seja aproveitada. A velocidade final da Montesa é expressiva. Chega a mais de 140 km/h com uma relação final curta (reduzida) demonstra bem a elasticidade desse motor de apenas um cilindro. E o rendimento dificilmente é acompanhado por superaquecimento, mesmo quando este motor é castigado em baixa velocidade. A refrigeração é eficiente é garantida por aletas onduladas no cilindro, que permitem um aumento da área de dissipação do calor.
Porém, este rendimento não permite economia. Este motor 2 Tempos é superalimentado por um carburador Bing com 36mm de venturi e as médias de consumo são sempre elevadas, mesmo com pilotos cuidadosos ao acelerador. Frequentemente a média não chega a 10 km/l de gasolina, principalmente no fora-de-estrada ou em velocidades - e rotações - mais elevadas. O consumo da Montesa 360 H6 também é alto devido à qualidade energética da gasolina brasileira, que apesar de suportar razoavelmente a alta compressão desse motor, exige maior quantidade para compensar a falta de qualidade. Com o combustível indicado pela fábrica espanhola - no mínimo com a octanagem da antiga gasolina azul - , as médias de quilometragem por litro seriam maiores.
O sistema câmbio e transmissão acompanha a capacidade do motor. Os vários discos de embreagem funcionam em banho de óleo, com reservatório separado do câmbio, um sistema tradicional das Montesas. O câmbio de seis marchas é bem escalonado - com as primeiras marchas agrupadas - com engate preciso, apesar de um pouco duro para uso prolongado. Uma bota reforçada é recomendada para acionar melhor o pedal. Já a transmissão secundária com corrente (do câmbio para a roda) é equipada com um recurso surgido no motocross: um esticador de corrente com mola e apoio plástico. Este esticador se tornou necessário devido a dois fatores: o enorme curso da suspensão traseira (265mm), que influi inclusive na tensão da corrente, além do pinhão que é facilmente substituível, até mesmo sem ferramentas.
A suspensão e a estrutura estão bem de acordo com a mecânica. Nas suspensões dianteira e traseira hidropneumática (reguláveis com ar sob pressão, de acordo com o tipo de utilização) estão componentes dos mais atuais, fornecidos pelos melhores fabricantes europeus. Seu funcionamento é extremamente eficiente no fora-de-estrada e mesmo em estradas de terra, permitindo altas velocidades para as condições, com segurante e até conforto para o piloto.
Tanto o curso como o funcionamento e possibilidades de regulagem tornam o conjunto de suspensão bastante maleável e até dócil em condições difíceis de pilotagem. Até mesmo a enorme altura do solo (que também é regulável pela posição das suspensões) é esquecida em manobras de Trail, e mesmo com pilotos que não toquem o chão com os pés se sentem confiantes. Para apoiar totalmente a planta do pé no solo é preciso ter, pelo menos, 1,80 m de altura.
A maneabilidade nas trilhas também é bastaste facilitada pelo baixo peso da moto (114 kg) em relação à cilindrada, o que foi conseguido com a utilização de muitos componentes em plástico injetado, na versão original espanhola Boa parte desses componentes são desmontáveis sem necessidade de qualquer ferramenta

## Rápida nacionalização
O lançamento e comercialização das Montesas no Brasil - pela indústria paranaense - teve um rápido processo. Talvez devido a essa rapidez industrial, alguns acessórios tenham recebido substituição inadequada. O caso dos para-lamas, originalmente em plástico injetado maleável e substituídos pela fibra de vidro, é um dos mais evidentes.
O velocímetro nacional perdeu o hodômetro parcial (muito útil para uma motocicleta de autonomia reduzida e que pode ser usada em rallye) mas ganhou oscilações no ponteiro, o que é bastante indesejável. O sistema elétrico de iluminação foi empobrecido, numa Enduro onde esses equipamentos já são propositadamente pobres, devido ao tipo de utilização principal. Felizmente a ignição continua a Motoplat espanhola, transistorizada e de funcionamento coerente com as exigências esportivas.
Entre os equipamentos que passaram a ser brasileiros, salva-se o selim, bem executado, que só falta ter as arruelas de fixação na sua parte inferior, em material inoxidável, para acompanhar o nível de qualidade dos componentes europeus.
A Montesa, originalmente, tem um acabamento rude, numa estética agressiva. Porém, esta rudeza normalmente é sinônimo de resistência.
Suas limitações causadas pelo rápido processo de nacionalização de componentes acessórios não conseguiu, no entanto, modificar suas qualidades fundamentais, uma autêntica fora-de-estrada, e a única marca disponível no mercado brasileiro no início da década de 80. Destinada a motociclistas experientes, e por isso exigentes, a Montesa 360 H6 não decepciona, em rendimento, os mais habilidosos nos esportes todo-terreno. No uso diário, como transporte, ela mostra alguma falta de adaptação - como elevado consumo, a falta de equipamentos elétricos e de segurança, freios adequados à terra ou à lama e até um rápido desgaste dos pneus cross no asfalto - o que não a impede de ser utilizada também em ruas asfaltadas. Aliás, no trânsito normal, as características da Montesa podem até ser consideradas uma qualidade: os olhares de espanto, curiosidade ou admiração acompanham até as mais rápidas acelerações.

## Desempenho e economia
Velocidade máxima: 141,00 km/h

### Consumo
Velocidade constante em 6ª marcha 

40 km/h: 22,5 km/l 

60 km/h: 14,1 km/l 

80 km/h: 12,9 km/l 

100 km/h: 11,0 km/l

### Aceleração
| Variação de velocidade (km/h) | Tempo | Marchas utilizadas |
| ----------------------------- | ----- | ------------------ |
| 0-40                          | 2,3s  | 1ª/2ª              |
| 0-60                          | 4,7s  | 1ª/2ª/3ª           |
| 0-80                          | 6,2s> | 1ª/2ª/3ª/4ª        |
| 0-100                         | 8,5s  | 1ª/2ª/3ª/4ª/5ª     |
| 0-120                         | 13,2s | Todas              |

### Espaços de frenagem
Espaços de frenagem 40m: 7,8m 

Espaços de frenagem 60m: 21,00m 

Espaços de frenagem 80m: 43,30m 

Espaços de frenagem 100m: 57,10m 

Espaços de frenagem 120m: 85,20m

### Aferição dovelocímetro
| Velocidade indicada (km/h) | Velocidade real | Erro   |
| -------------------------- | --------------- | ------ |
| 40                         | 34,0            | 15,00% |
| 60                         | 54,6            | 9,00%  |
| 80                         | 76,6            | 4,25   |
| 100                        | 97,3            | 2,70%  |
| 120                        | 120,0           | 0,00%  |

## Características técnicas

### Motor
Motor: Monicilíndrico, 2 Tempos, refrigerado à ar

Cilindro: em alumínio com camisa de aço inclinado para frente. 

Cilindrada: total de 349,6 cc, pistão de 83,4mm de diâmetro com 64mm de curso. 

Taxa de compressão: Não disponível. 

Carburador: Bing de 36mm de venturi. 

Ignição: 6 Volts. Sistema de ignição eletrônica,  Sistema de partida primária do motor à pedal. 

Lubrificação: Mistura direta de óleo 2 tempos no tanque. Capacidade de óleo do cárter de 0,3 litros. 

Filtro de ar: Espuma de poliuretano úmido com óleo 2 tempos.

### Transmissão
Sistema de redução primária: Por engrenagem. 

Relação de redução primária: 71/22 (3,227). 

Sistema de redução secundária: Por corrente. 

Relação de redução secundária: 49/16 (3,062). 

Embreagem: Banhada a óleo. 

Tipo de caixa de marchas: Engrenamento constante, 6 marchas à frente. 

Sistema de operação: Operação com pedal do lado esquerdo.

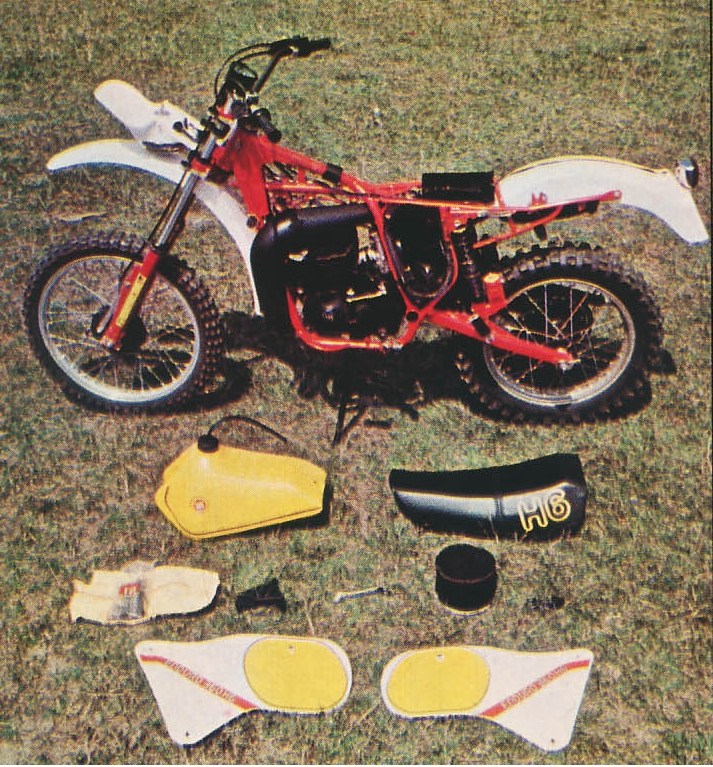
Montesa 360 H6 desmontada

Relação de transmissão: 

1ª (Primeira): 2,400 

2ª (Segunda): 1,615 

3ª (Terceira): 1,200 

4ª (Quarta): 0,941 

5ª (Quinta): 0,789 

6ª (Sexta): 0,650

### Dimensões e pesos
Comprimento total: 2.130mm 

Largura total: 835mm 

Altura total: Não disponível 

Altura do assento: 1.005mm 

Distância entre eixos: 1.435mm 

Vão livre mínimo: 330mm 

Ângulo de inclinação: Não disponível 

Avanço: Não disponível 

Peso: Líquido (seco) de 111 kg  

Raio de giro  mínimo: Não disponível 

Pneus 

Dianteiro: 3,00 X 21"; pressão de 12,8/7.0 libras

Traseiro: 450 X 18"; pressão de 21/16 libras

Suspensão 

Dianteira: Garfo telescópico 

Traseiro: Braço oscilante triangular 

Amortecedores 

Dianteiro: Pneumático Marzocchi, regulável em pressão de ar a altura, (250mm de curso) 

Traseiro: Marzocchi, tipo óleo-pneumático, molas de tensão regulável (265mm de curso) 

### Instalação e equipamentos elétricos
Fonte de carga: Magneto 

Vela de ignição: B7ES (NGK) 